# Bündner Vorab
El Bündner Vorab és una muntanya de 3.028 metres situada als Alps Glarus a Suïssa.